# Zdzisławice (województwo zachodniopomorskie)
Zdzisławice – kolonia w Polsce położona w województwie zachodniopomorskim, w powiecie łobeskim, w gminie Łobez. Według danych z 29 września 2014 r. wieś miała mieszkańców 5  mieszkających w 1 domu.
W latach 1975–1998 miejscowość administracyjnie należała do województwa szczecińskiego.